# Leptoderris macrothyrsa
Espèce
Synonymes
- Leptoderris macrothyrsa (Harms) Dunn (Harms) Dunn (préféré par UICN)[2]
- Lonchocarpus macrothyrsus Harms[1] [2]

Statut de conservation UICN

 EN B1ab(iii)+2ab(iii) : En danger
Leptoderris macrothyrsa est une espèce de plantes à fleurs de la famille des Fabaceae, observée principalement au Cameroun, également au Gabon.

## Description
C'est une grande liane ligneuse, présente en forêt tropicale, à une altitude comprise entre 550 et 1 000 m.

## Distribution
Le spécimen-type ayant été collecté en 1895 par Georg August Zenker et Alois Staudt aux environs de Yaoundé – devenue dans l'intervalle une capitale très étendue –, il est possible que l'espèce soit aujourd'hui éteinte dans cette zone, même si F.J. Breteler l'avait à nouveau signalée au mont Fébé en 1961.
Sa présence a également été constatée au nord-est du Gabon (Mékambo-Madjingo), mais les menaces éventuelles ne sont pas connues pour ce site.